# ترمری
ترمری (به فرانسوی: Trémery) یک کمون در فرانسه است که در Canton of Vigy واقع شده‌است.

## خصوصیات
ترمری ۷٫۵۳ کیلومترمربع مساحت و ۱٬۱۴۶ نفر جمعیت دارد.